# Famille Dutheil de La Rochère
La famille Dutheil de La Rochère est une famille subsistante de la noblesse française, d'ancienne extraction, originaire du Poitou. Elle fut maintenue noble en 1667 à Poitiers. Elle a donné un général de brigade et de nombreux officiers supérieurs depuis le XIXe siècle.

## Histoire
Au fil de l'histoire, le nom de cette famille a été orthographié du Teil, du Theil, du Teilh, puis Dutheil.[réf. nécessaire]
La famille est originaire du Poitou. Les premiers membres attestés de cette famille étaient seigneurs de Joussé, dans le Sud de la Vienne. La filiation probable débute avec Foucault Ier du Theil, seigneur de Joussé, père de Simon du Theil, seigneur de Joussé, né vers 1340, cité en 1359 et 1409, qui épousa Marguerite de L'Age. Leur fils, Foucault II du Theil, seigneur de Joussé en 1422, cité en 1438 et 1445, fut père d'Ythier du Theil, seigneur de Joussé et de Saint-Christophe, qui figure dans le Rôle des nobles du pays et comté de Poitou en 1457 comme homme d'armes de la compagnie du sieur de l'Isle.
Gustave Chaix d'Est-Ange retient une filiation prouvée depuis Ythier du Theil, qui épousa le 27 juillet 1472 Marguerite de Pressac, dame de Mazière. En 1489, Ythier du Theil obtint du roi Charles VIII, l'autorisation de fortifier sa maison de Joussé. Cette seigneurie cessa d'appartenir aux du Theil en 1575, par extinction du rameau ainé.
Cette famille a obtenu plusieurs maintenues de noblesse sous Louis XIV et Louis XV, par les intendants Jean-Baptiste Colbert, Barentin, d'Aguesseau et Quentin de Richebourg. Ainsi, Henri du Theil (vers 1608 - vers 1680), seigneur de Bussière, Mouterre, Villevert, Verneuil, fut maintenu noble en 1667 à Poitiers par l'intendant Jacques-Honoré Barentin.
La branche cadette de la famille du Theil, d'abord fixé à Saint-Christophe (Charente), alla ensuite résider à Mouterre (Vienne), où elle forma plusieurs rameaux, et posséda les terres de Bussière, Verneuil, la Lande, la Font, la Rodière, le Coteau, la Rochère, etc., jusqu'à la Révolution française. La terre de la Rochère a été apportée dans cette famille par le mariage le 25 mai 1710 de Simon du Theil (1686-1740), seigneur de La Lande, avec Anne Marie Foucard de La Garde (1696-1756), dame de la Rochère. Les représentants actuels de la famille sont leurs descendants.
En 1740, la famille s'est établie par mariage pendant deux générations au Dorat (Haute-Vienne), où l'on trouve un ancien hôtel particulier Dutheil de La Rochère.
Dans ses "Mémoires d'outre-tombe" Chateaubriand évoqua avoir rencontré en Angleterre un certain "monsieur Du Theil" durant l'Émigration.[réf. nécessaire]

### Autres branches
Certains rameaux de la famille Dutheil de La Rochère ont été admis à l'Association des anciens honneurs héréditaires. Parmi ces rameaux, on retrouve la famille des Guiot de la Rochère, d'où sont issus de nombreux officiers de l'armée française et un général de division, François Henri Guiot de La Rochère :
- Joseph Dutheil (1633- avant 1706) épouse Jeanne de L'Âge le 10 mai 1685 au Dorat.
  - Simon Dutheil (1686-1740) épouse le 25 mai 1710 à la Rochère (hameau de Mouterre-sur-Blourde), Marie Anne Foucard de La Garde.
    - Jean Dutheil  épouse Marguerite Sautereau.
      - Louis Dutheil (1764-1840), officier du génie. Il épouse Gabrielle de Vaslin.
        - Louise Armande Dutheil (1797-1834) épouse le 27 mai 1812 à la Rochère (Mouterre) François-Henri Guiot
          - François Henri Guiot de La Rochère (1818-1890), général.

    - Louis Dutheil de La Rochère (1712-1784) épouse le 2 juillet 1740 au Dorat, Marie Thérèse Geneviève de La Vacherie de La Valette.
      - Jacques Dutheil de La Rochère (1741-1808) dont la descendance suit.

## Filiation
La lecture des registres d'état civil depuis le XVIIIe siècle et la généalogie familiale publiée en 1998 par Régis Dutheil de La Rochère permettent d'établir la filiation suivante entre les personnalités :
- Jacques Dutheil de La Rochère (1741-1808), capitaine de dragons, seigneur de La Rochère, chevalier de l'ordre royal et militaire de Saint-Louis. Il épouse Pauline Amélie Caroline Thérèse de Savary.
  - Charles François Dutheil de La Rochère (1772-1852), capitaine des gardes d'infanterie de ligne, chevalier de l'ordre royal et militaire de Saint-Louis, chevalier de la Légion d'honneur. Il épouse  Sophie Marie Anne Bernard.
    - Alexis Dutheil de La Rochère (1799-1885), capitaine de vaisseau, commandeur de la Légion d'honneur, commandeur de l'ordre de Saint-Grégoire-le-Grand. Il épouse Eugénie Mistral (1810-1899), écrivaine romantique, issue d'une famille toulonnaise.
      - Henry Charles Léonce Dutheil de La Rochère (1829-1919), contrôleur des contributions directes. Il épouse Marie Augustine Nathalie Preudhomme de Borre.
        - Joseph Dutheil de La Rochère (1872-1949), colonel, commandeur de la Légion d'honneur, croix de guerre 14-18. Il épouse Gabrielle Marie Priska Diesbach de Belleroche.
          - Xavier Marie Joseph Dutheil de la Rochère (1901-1954) épouse Mireille de David Beauregard.
            - Philippe Dutheil de la Rochère épouse Anne de Martin de Viviès.
              - Ghislain Dutheil de La Rochère (1973), normalien, docteur en sciences économiques, maître de conférences.

          - Paul Dutheil de La Rochère (1902-1954), chef d'escadron d'artillerie, mort pour la France à la suite des combats d'Afrique française du Nord[7]. Il épouse Paule Marie Marguerite de David de Beauregard.
            - Stanislas Dutheil de La Rochère, colonel, officier de la Légion d'honneur, vétéran de la guerre d'Algérie, à l'initiation des programmes informatiques dans l'armée. Il épouse Inès du Chalard de Taveau.
              - Cyrille Dutheil de La Rochère (1967), avocat au barreau de Versailles, docteur en droit civil, titulaire d'un DEA ès sciences criminelles et d'un DEA en droit canonique.
              - Armand Dutheil de La Rochère (1971), lieutenant-colonel de cavalerie, officier de la Légion d'honneur, croix de la Valeur militaire.

            - Gérard Dutheil de La Rochère (1934), directeur des activités internationales des œuvres hospitalières françaises de l'ordre souverain de Malte, ambassadeur de l'ordre souverain de Malte au Bénin et en Guinée, chevalier de la Légion d'honneur et officier de l'ordre national du Mérite.
            - Régis Dutheil de La Rochère épouse Brigitte Guillotel.
              - Foucault Dutheil de La Rochère (1960), ancien administrateur du Syntec Numérique, cadre dirigeant du groupe AccorHotels.

          - Régis Dutheil de La Rochère (1906-1973), capitaine de frégate, officier de la Légion d'honneur. Il épouse Thérèse de Vavid-Beauregard.
            - Stéphane Marie Jacques Dutheil de La Rochère épouse Jacqueline Dutheil de La Rochère, née Chatel de Raguet de Brancion (1940), professeur de droit public, présidente de l'université Panthéon-Assas (Paris II) de 2002 à 2006, chevalier de la Légion d'honneur.
              - Matthieu Dutheil de La Rochère, lieutenant-colonel d'artillerie, chevalier de la Légion d'honneur.

            - Christian Dutheil de La Rochère (1934-2011), ambassadeur de France, chevalier de la Légion d'honneur et de l'ordre national du Mérite.
              - Cécile Dutheil de La Rochère (1963), critique littéraire (En attendant Nadeau), éditrice et traductrice.
              - Etienne  Dutheil de La Rochère épouse Ludovine Dutheil de La Rochère née Mégret d'Étigny de Sérilly (1971), enseignante d'histoire-géographie puis chargée de communication, depuis 2013 présidente de La Manif pour tous[8].

            - Bertrand Dutheil de La Rochère (1946), cadre d'EDF, écrivain, homme politique, ancien militant CGT et du Parti communiste français, ancien directeur de cabinet de Jean-Pierre Chevènement, conseiller régional de Seine-et-Marne (liste Front national), trésorier du Rassemblement bleu Marine, puis membre des Patriotes.
              - Marie-Amélie Dutheil de La Rochère (1981), normalienne, agrégée de lettres classiques.

          - Joseph Dutheil de La Rochère (1916-1944), lieutenant d'infanterie, mort pour la France lors des combats menés pour le franchissement du Rhin.
          - Léonce Dutheil de La Rochère (1920-1952), résistant et déporté[9],[10].

      - Charles Dutheil de La Rochère (1833-1920), colonel d'infanterie, commandeur de la Légion d'honneur. Il épouse Marie Léontine Cécile Aubert du Petit Thouars.
        - André Dutheil de La Rochère (1871-1954), général de brigade, chef de corps du 44e régiment d'infanterie, libérateur de Montreux-Vieux, premier village alsacien reconquis le 7 août 1914.

    - Antoine Théobald Dutheil (1807-1858) épouse Jeanne Rose Hortense de la Porte des Vaux.
      - Alexis Dutheil de La Rochère (1835-1898), capitaine d'infanterie, blessé à la bataille de Sedan, chevalier de la Légion d'honneur.
      - Édouard Dutheil de La Rochère (1840-1914), colonel d'infanterie, commandeur de la Légion d'honneur.
      - Paul Dutheil de La Rochère (1846-1883), capitaine d'infanterie
      - Henri Dutheil de La Rochère (1848-1916), capitaine de vaisseau, officier de la Légion d'honneur.

  - Israël Théobald  Dutheil de La Rochère épouse Marie Euphémie Aglaé du Theil.
    - Maurice Dutheil de La Rochère (1870-1944), polytechnicien, colonel d'artillerie, membre de l’Action française, croix de guerre 14-18, résistant, commandeur de la Légion d'honneur, mort pour la France en déportation[11],[12].
      - Cécile Dutheil de La Rochère (1903-1992)[13], résistante membre du réseau du musée de l'Homme.

## Armes
D'or, au chef d'azur, au lion de gueules, armé, lampassé, et couronné d'argent, brochant sur le tout.